# Tegernsee (sjö)
Tegernsee är en sjö i Bayern, 45 kilometer söder om München. Vid dess strand finns staden Tegernsee.
Sänkan som fylls av sjön skapades under senaste istiden av en glaciär som gjorde en förmodad tidigare dalgång djupare. Efter istiden tillkom stora mängder sediment så att sjöns yta minskade till hälften. Tegernsee ligger vid Alpernas norra kant och bergstopparna i närheten ligger upp till 1300 meter över havet. Sjön har fyra större tillflöden (Weissach, Rotach, Söllbach och Alpbach) och deras avrinningsområde är 210,75 km² stort. Tegernsee avvattnas av Mangfall med genomsnittlig 8m³/s.
Vid sjöns kanter förekommer huvudsakligen rörvass (Phragmites australis) och glest fördelad även säv (Schoenoplectus lacustris). Sällsynt är kalmus (Acorus calamus), knappsäv (Eleocharis palustris) och bunkestarr (Carex elata).
För fiskare betydande fiskar i sjön är sik, gädda och braxen. Till exempel fångades 4300 kg fisk i sjön året 1982. Året 1802 omvandlades ett biskopssäte till ett kungligt sommarresidens och från och med denna tidpunkt ökade turism vid sjön.
Mellan 1957 och 1965 skapades ett system av flera sammanhängande reningsanläggningar som förbättrade sjöns vattenkvalitet anmärkningsvärd. Innan var Tegernsee näringsrik (eutrof) och sedan senare 1970-talet är den näringsfattig (oligotrof).